# Музинга, Нгонда
Глоди́ Нгонда́ Музинга́ (фр. Glodi Ngonda Muzinga; род. 31 декабря 1994) — конголезский футболист, защитник клуба «Рига». Выступал за сборную ДР Конго.

## Клубная карьера
Музинга начал профессиональную карьеру в клубе «Вита». В 2015 году он дебютировал в чемпионате ДР Конго. В 2018 году Нгонда помог клубу выиграть чемпионат. Летом 2019 года Музинга перешёл во французский «Дижон». 24 августа в матче против «Бордо» он дебютировал в Лиге 1.
Летом 2021 года перешел в латвийский клуб «Рига» на правах свободного агента.

## Международная карьера
1 сентября 2017 года в отборочном матче чемпионата мира 2018 против сборной Туниса Музинга дебютировал за национальную сборную. В 2019 году Нгонда принял участие в Кубке африканских наций в Египте. На турнире он принял участие в матчах против сборных Египта, Зимбабве и Мадагаскара. 